# On with the Show
On with the Show (arbetsnamn under inspelning: "Surprise Me") är tionde och sista spåret på albumet Their Satanic Majesties Request av Rolling Stones och utgavs 8 december 1967 på skivbolaget Decca. Låten är skriven av Mick Jagger och Keith Richards och spelades in i Olympic Sound Studios i London mellan den 2 och 22 juli 1967. Låten ger känslan av att befinna sig på en nattklubb med prat och pladder i bakgrunden som pålagda ljudeffekter.
"Good evening one and all ... we're all so glad to see you here" ("God kväll alla och envar ... vi är alla så glada att se er här") är den inledande strofen på den tre minuter och 40 sekunder långa låten.

## Medverkande musiker
- Mick Jagger - sång
- Keith Richards - elgitarr
- Brian Jones- mellotron
- Bill Wyman - elbas
- Charlie Watts - trummor
- Nicky Hopkins - piano
- Brian Jones, Bill Wyman och Mick Jagger - slagverk

## Källa
http://www.keno.org/stones_lyrics/on_with_the_show.htm